# Михнівська сільська рада (Лубенський район)
Михнівська сільська рада — колишній орган місцевого самоврядування у Лубенському районі Полтавської області з центром у c. Михнівці.

## Населені пункти
Сільраді були підпорядковані населені пункти:
- c. Михнівці
- c. В'язівок
- c. Олександрівка
- c. П'ятигірці
- c. Терни

## Населення
Згідно з переписом УРСР 1989 року чисельність наявного населення сільської ради становила 3334 особи, з яких 1459 чоловіків та 1875 жінок.
За переписом населення України 2001 року в сільській раді мешкали 2782 особи.

### Мова
Розподіл населення за рідною мовою за даними перепису 2001 року:
| Мова       | Відсоток |
| ---------- | -------- |
| українська | 98,35 %  |
| російська  | 1,58 %   |
| білоруська | 0,04 %   |